# 지자기

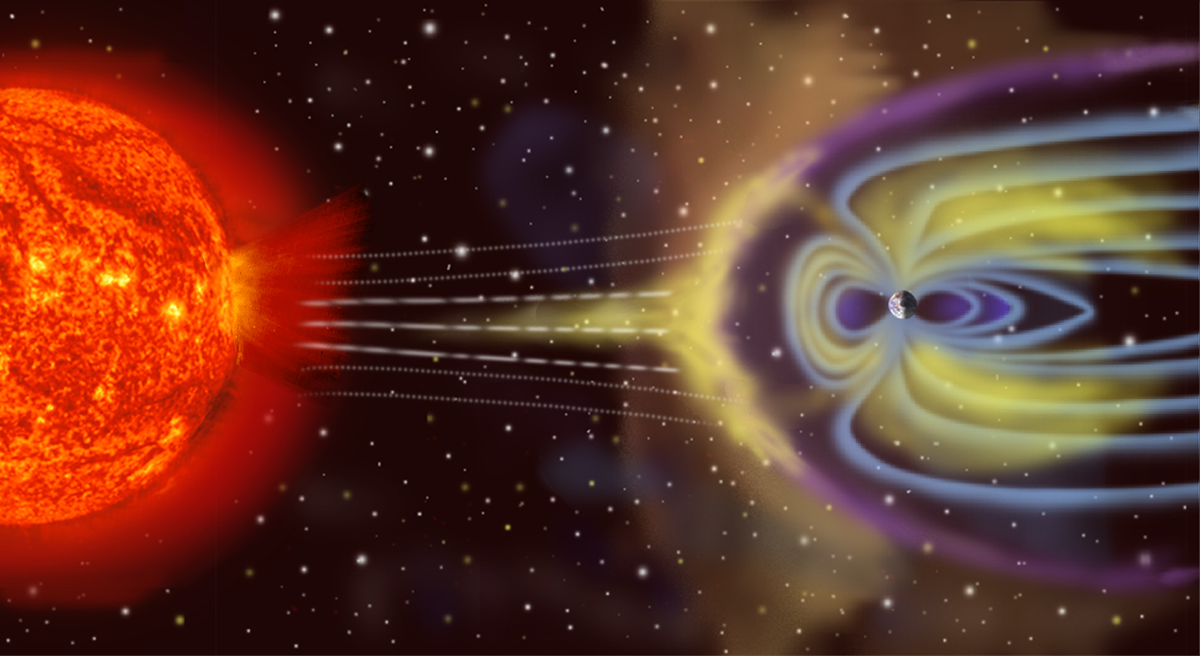

지자기장(地磁氣場, 영어: magnetic field of the Earth)은 지구의 내부로부터 태양풍과 만나는 곳까지 뻗어있는 자기장인데, 태양풍은 태양으로부터 방사되는 하전입자들의 흐름이다. 지구 표면에서의 규모 범위는 25에서 65μT ( 0.25-0.65 가우스 ) 까지이다. 대략적으로 회전 축에 대하여 10 도의 각도로 기울어진 자기 쌍극자의 필드이다(지구의 중심에 해당 각도로 배치된 막대 자석처럼). 그러나 지구의 외핵에서 용융된 철 합금의 움직임에 의해 생성되기 때문에 ,막대 자석의 자기장과는 달리 지구의 자기장은 오랜시간에 걸쳐서 변화한다.
전 세계 지구자기장의 크기는 25 μT에서 65 μT 정도이며, 한국의 경우 40 μT이다. 자기장은 비록 근원에서 멀어질수록 점점 약해지지만 무한하게 뻗어나간다. 지구의 자기장은 수만 킬로미터 정도 유효하게 퍼져 있어 자기권이라 불린다. 지자기의 일변화는 대한민국에서는 여름에 100 nT 정도다.
[지자기의 국제 단위는 테슬라(T)이지만, 이는 매우 큰 단위이므로 보통 마이크로테슬라(μT)나 나노테슬라(nT)를 쓴다. 나노테슬라는 지자기학에서 감마(γ)라는 이름으로 부르기도 한다. 또한 CGS 단위인 가우스(G)를 쓰기도 하는데, 1가우스는 100 마이크로테슬라이다]
자북점은 이동하지만, 보통 나침반 탐색에 충분히 유용할정도로 매우 느리게 이동한다. 그러나, 평균 몇십만년인 임의의 간격으로 지자기장은 반전되는데, 이는 북극과 남극이 서로 변화하는 원인이된다.
전리층 위의 영역은 자기권이라는 공간인데, 수십에서 수천 킬로미터까지 뻗어있다. 이 지역은 유해한 자외선으로부터 지구를 보호하는 오존층을 포함하고, 우주 광선으로부터 지구를 보호한다.
지구의 과거 자기장 연구는 고지자기학으로 알려져 있다. 지구 자기장의 극성은 화성암에 기록되고, 따라서 자기장의 역전은 해저가 뻗어나가는 중앙 해령을 중심으로 ‘줄무늬’에 의해 검출되는데, 이는 대륙의 과거 움직임도 추적해나갈 수 있다.
자기장 강도의 변화는 열대 지방에서의 변화와 관련이 있다.
나침반의 자침은 지구 자기장 방향으로 배열되며 나침반의 N극은 자북극을 향한다. 이때 지구의 수평면과 이루는 각을 복각이라 한다.

## 같이 보기
- 편각
- 밴 앨런대
- 고지자기학